# Lanthanostegus mohoii
Lanthanostegus mohoii è un terapside estinto, appartenente ai dicinodonti. Visse nel Permiano medio (circa 265 - 260 milioni di anni fa) e i suoi resti fossili sono stati ritrovati in Sudafrica.

## Descrizione
Questo animale, come tutti i dicinodonti, era dotato di un becco simile a quello di una tartaruga. Il cranio era dotato di una parte posteriore ampia. Lanthanostegus si distingueva da altri dicinodonti per la presenza di una notevole incisura sulla superficie dorsale del postfrontale, per la presenza di espansioni dorsali del supraoccipitale che entravano in contatto con i parietali, e per l'estensiva ossificazione della parete laterale della scatola cranica. Come l'assai simile Endothiodon, Lanthanostegus possedeva una regione intertemporale stretta, il foro pineale posto al centro di un rilievo, e una protuberanza sul margine ventrale dello jugale. 

## Classificazione
Lanthanostegus è considerato un membro primitivo dei dicinodonti, il grande gruppo di terapsidi erbivori tipici del Permiano e del Triassico. Inizialmente Lanthanostegus era ritenuto essere un parente stretto di Endothiodon, del quale sarebbe stato il sister taxon, ma successive analisi hanno portato a ritenere che Lanthanostegus fosse un dicinodonte ancor più arcaico, forse ancestrale ai pilecefalidi come Robertia (Angielczyk e Rubidge, 2010; Kammerer et al., 2013). 
I primi fossili di questo animale vennero scoperti nella "Tapinocephalus Assemblage Zone" nella formazione Abrahamskraal, nella Provincia del Capo Orientale in Sudafrica; inizialmente i fossili vennero descritti con il nome di Lanthanocephalus mohoii, ma successivamente questa specie venne ridenominata con il nome generico Lanthanostegus in quanto Lanthanocephalus era risultato essere già utilizzato per un ottocorallo.